# Кок, Венсан
Венсан Кок (фр. Vincent Coq; род. 30 июня 1963, Сен-Манде, под Парижем) — французский пианист, преимущественно известный своей работой в составе фортепианного трио «Скиталец».

## Биография
Окончил Парижскую консерваторию (1984) по классам фортепиано (Доминик Мерле) и камерного ансамбля (Женевьева Жуа-Дютийо), затем проходил мастер-классы Никиты Магалоффа, Леона Флейшера и других мастеров. С 1987 года в составе трио совершенствовал мастерство ансамблиста под руководством таких музыкантов, как Жан Клод Пеннетье, Жан Юбо, Янош Штаркер, Менахем Пресслер.